# Samuel Follin
Samuel Follin, född 7 februari 1717 i Grebo socken, död 21 juni 1789 i Törnevalla socken, var en svensk kyrkoherde i Svinstads pastorat och Törnevalla pastorat.

## Biografi
Samuel Follin föddes 7 februari 1717 i Grebo socken. Han var son till kyrkoherden Samuel Follin och Anna Hofwerberg (1682-1763). Modern var dotter till regementspastor Christian Hofwerberg och Ingrid Svedin i Skåne. Follin studerade i Linköping och blev 1738 student vid Uppsala universitet. Han  prästvigdes 27 november 1740 till huspredikant på Boxholm och blev 1742 brukspredikant vid Finspång. Follin blev 1750 kollega i Västervik och 1754 kyrkoherde i Svinstads församling. Han blev 30 september 1765 kyrkoherde i Törnevalla församling och 4 juli 1784 prost. Follin avled 21 juni 1789 i Törnevalla socken.

### Familj
Follin gifte sig första gången 22 september 1743 med Anna Christina Ekeroth (1725–1768). Hon var dotter till kyrkoherden Elias Ekeroth i Bankekinds socken. De fick tillsammans barnen Anna Dorothea Follin (1744-1745), Elias Follin (1746–1819) kyrkoherde i Helsingborg, Samuel Follin, kyrkoherde i Ottarps församling, Christian Follin (1752-1829), komminister i Rystads församling, Johannes Follin (1754-1772), Stephanus Follin (1756-1772), Olof Follin, extra ordinarie prästman, Andreas Follin (1758-1816), Annika Follin (född 1762), gift 1787 med Johan Peter Östman, fältskär vid Östgöta kavalleri,  Carl Follin (född 1765, †ung) och Beata Follin, gift med Johannes Danielsson Wallman (1753-1823), kyrkoherde i Vallerstads församling.
Follin gifte sig andra gången 17 oktober 1769 med Anna Margareta Bergius (1743–1815). Hon var dotter till häradsskrivaren Bengt Bergius och Beata Margareta Bohlius.